# Hoplocorypha wittei
Hoplocorypha wittei är en bönsyrseart som beskrevs av Max Beier 1954. Hoplocorypha wittei ingår i släktet Hoplocorypha och familjen Thespidae. Inga underarter finns listade i Catalogue of Life.